# 玛丽安娜·蒂默
玛丽安娜·蒂默（荷蘭語：Marianne Timmer，1974年10月3日—），荷兰女子速度滑冰运动员。她曾代表荷兰获得1998年冬季奥运会速度滑冰比赛女子1000米和1500米金牌、2006年女子1000米金牌。